# Калюжний Денис Миколайович
Денис Миколайович Калюжний (16 жовтня 1900 — 24 червня 1976) — член-кореспондент Академії медичних наук РСФСР (1961), Заслужений діяч науки УРСР (1964), доктор медичних наук (1954), професор (1957), завідувач кафедри комунальної гігієни (1946—1970).

## Біографія
Народився 16 жовтня 1900 року. В 1926 році закінчив Харківський медичний інститут. З 1932 працював в Українському науково-дослідному інституті комунальної гігієни під керівництвом О. М. Марзєєва.
Під час радянсько-німецької війни був призначений начальником санітарно-епідеміологічної лабораторії 1-го Українського фронту.
З 1946 року працював у Києві спочатку заступником директора по науці (1946—1956), а згодом директором (1956—1971) Науково-дослідного інституту загальної та комунальної гігієни ім. О. М. Марзєєва і одночасно завідувачем кафедрами комунальної гігієни Київського державного інституту удосконалення лікарів (1946—1956 і 1965—1970) і медичного інституту (1956—1960).

Могила Д. М. Калюжного

Помер 24 червня 1976. Похований в Києві на Байковому кладовищі.

## Наукова робота
Засновник наукової школи в галузі охорони атмосферного повітря. Вперше в Україні він започаткував такі наукові напрямки як гігієна електромагнітних випромінювань (1962) та канцерогенних факторів (1960), вивчення хімічних алергенів (1961), полімерних та синтетичних матеріалів (1963).
у 1958 році за ініціативою і при безпосередній участі Д. М. Калюжного в Інституті було організовано лабораторію радіаційної гігієни, яка стала науково-методичним центром країни, і було покладено чимало зусиль для створення в системі санепідслужби підрозділів радіаційного контролю. Цей напрямок в Інституті очолив учень Дениса Миколайовича І. Є. Мухін.
У 1960 інституті розпочалися дослідження з нового напрямоку — гігієна канцерогенних факторів. Під керівництвом Д. М. Калюжного, його молода учениця Н. Я.  Янишева із співробітниками за результами досліджень канцерогенних речовин у викидах металургійних заводів вперше у світі здійснили гігієнічне нормування хімічних канцерогенів.
Заслугою Д. М. Калюжного було створення у 1962 лабораторії гігієни аероіонізації, яка в 1965 отримала назву — лабораторія електромагнітних випромінювань. Також для дослідження можливого впливу на здоров'я людини синтетично одержаних матеріалів отримав розвиток новий напрямок гігієнічної науки — гігієна полімерних і синтетичних матеріалів. За його ініціативою у 1965 вперше в Україні була створена лабораторія боротьби із шумом.
Автор понад 250 наукових праць, в тому числі 24 монографій. В 1954 році захистив докторську дисертацію «Гигиеническая оценка загрязнения атмосферного воздуха выбросами предприятий черной металлургии и мероприятия по его оздоровлению». Підготував 22 кандидати і 16 докторів наук з різних напрямків гігієнічної науки, які стали основою наукового потенціалу Інституту.

## Нагороди
Нагороджений орденами Вітчизняної війни I та II ступенів, Трудового Червоного Прапора, Червоної Зірки, чехословацьким орденом «Бойовий Хрест», медалями.